# 縣ひろ子
縣ひろ子（あがた ひろこ）は日本の演歌歌手。長野県出身。

## プロフィール
- 本名:加藤浩子
- 資格:理容師免許、第一種普通自動車免許、日本舞踊竹本流名取
- 血液型:B型
- 趣味:温泉巡り、和気藹々とお酒を飲む事

## 芸歴
- 1979年                フジテレビ系『君こそスターだ!』長野県大会優勝
- 1983年1月21日   東ひろ子という芸名で、ビクターより『恋三味線』『幸村さん』で歌手デビュー
- 1983年5月2日    NHK軽音楽新人オーディション合格
- 1985年2月21日  『恋扇』『北信濃慕情』リリース
- 1985年11月21日  ビクターよりvapへ移籍、作曲家·安藤実親に師事。芸名を安藤ひろ子に改名。
- 1989年5月21日  『恋ねぐら』『酔いどれカスバ』をリリース。
- 1993年4月25日   高松しげおとデュエット曲『ふたりの滑川』をリリース。
- 1994年7月1日   『あなたあってのおんなです』(作詞:里村龍一/作曲:叶弦大)をリリース。
- 1998年5月21日   竜鉄也とデュエット曲『父娘(おやこ)川』『さすらい酒場』『きっと』をリリース。
- 2000年9月14日   芸名を縣ひろ子に改名。
- 2000年9月21日  『お万』『非恋道成寺』をリリース。
- 2002年5月30日  『お万』を再リリース。
- 2005年5月30日  『ハートをつないで』をリリース(非売品)。

## コマーシャル
- 1987年  ヤマト運輸  クロネコヤマトクール宅急便  出演

## テレビ出演
- 1989年『ルックルックこんにちは 女ののど自慢』1回目。
- 1994年『ルックルックこんにちは 女ののど自慢』2回目。
- 1998年『ルックルックこんにちは 女ののど自慢』3回目、『近松、貴方と夜と音楽と』。
- 2011年2月『Jソングアワー』
- 2011年3月『Jソングアワー』

## ゲームソフト
- 爆走デコトラ伝説〜男一匹夢街道〜
- - ～アートカミオン～芸術伝